# Kabufuda

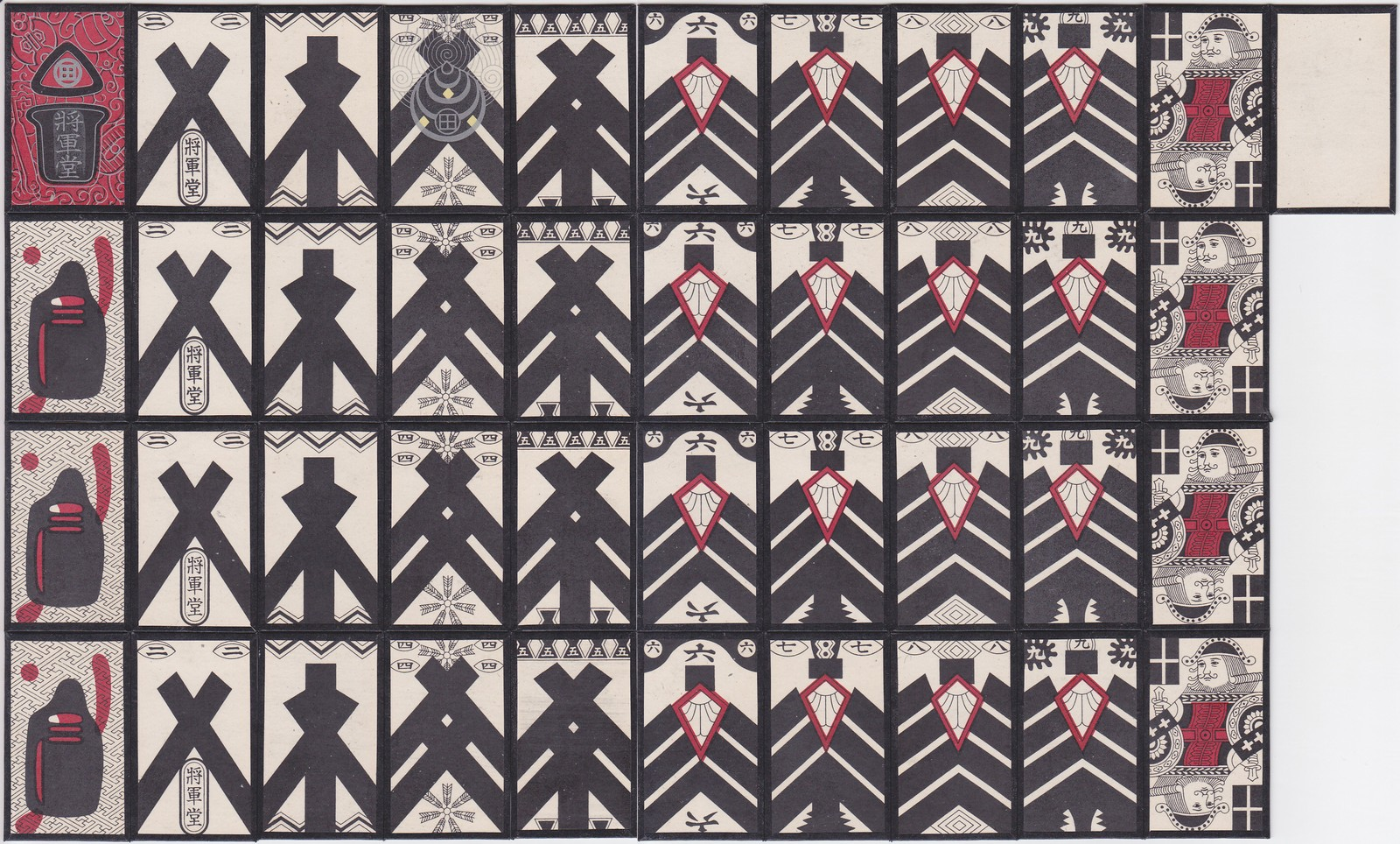
Kabufuda-kortlek med 40 kort samt ett blankt reservkort.

Kabufuda är dels namnet på en typ av japanska traditionella spelkort, dels en samlad benämning på de kortspel som spelas med dessa kort. Kortleken innehåller 40 kort som är numrerade 1–10, med fyra kort av varje nummer. Korten används i första hand i spel som går ut på att addera siffrorna på korten och då försöka uppnå ett förutbestämt tal, eller att komma så nära som möjligt utan att överskrida detta tal.
Kabu, även kallat kyo-kabu, är ett kortspel som i likhet med baccarat går ut på att komma så nära talet 9 som möjligt, och precis som i detta spel stryker man den första siffran om summan blir tvåsiffrig (en 10:a och en 4:a räknas alltså som 4, inte 14). 
Deltagarna drar kort för att avgöra vem som ska vara bankir och hur turordningen ska se ut mellan de övriga. Bankiren bestämmer ett tak för insatsernas sammanlagda storlek, lägger upp en 5:a, en 6:a, en 7:a och en 8:a på bordet, blandar leken och ger sig själv ett kort. De andra deltagarna får sedan i tur och ordning placera en valfri insats på ett av de utlagda korten. Satsandet avbryts om taket för insatserna skulle uppnås; det kan alltså hända att alla deltagare inte ges möjlighet att satsa. Därefter lägger bankiren ut ytterligare ett kort, med baksidan uppåt, intill vart och ett av de fyra korten på bordet. Under vissa omständigheter kan också ett tredje kort läggas till.
Till sist tar bankiren ytterligare ett eller två kort till sig själv, varefter alla kort visas upp. De spelare som satsat på kort som är närmare nio än bankirens kort, får en vinst som är lika stor som insatsen; övriga förlorar sin insats. Vid oavgjort vinner bankiren enligt vissa regler; enligt andra regler är det ingen som vinner utan alla insatser lämnas tillbaka.